# Baru (Manggar)
Baru is een bestuurslaag in het regentschap Belitung Timur van de provincie Bangka-Belitung, Indonesië. Baru telt 8432 inwoners (volkstelling 2010).